# Esther Giménez-Salinas
Esther Giménez-Salinas i Colomer (Barcelona, 1949) es una profesora universitaria de Derecho Penal, escritora y tertuliana española. Fue rectora de la Universidad Ramon Llull de 2002 a 2012. Perteneció al Consejo de administración del Banco Santander desde el 2012.

## Trayectoria
Licenciada (1971) y doctora en Derecho, también obtuvo el título de Psicología Aplicada (1976), siempre en la Universidad de Barcelona. En la misma universidad fue profesora de Derecho Penal y subdirectora del Instituto de Criminología. 
Fue la primera directora del Centro de Estudios Jurídicos (1983-1993) y responsable de las Relaciones Institucionales del Departamento de Justicia de la Generalidad de Cataluña (1995-1996), así como miembro del Comité Científico de Política Criminal del Consejo de Europa (1993-1997). Entre 1996 y 2001 fue vocal del Consejo General del Poder Judicial.
Es profesora de Derecho Penal de la facultad ESADE de la Universidad Ramon Llull desde 1994, y profesora catedrática desde 1996.
En diciembre de 2021 se anunció que sería la nueva Síndica de Agravios en Cataluña en sustitución de Rafael Ribó tras un acuerdo entre el PSC, Esquerra Republicana y Junts per Catalunya para la renovación de los cargos institucionales que dependen del Parlament.

## Reconocimientos
- 2000. Medalla de Oro del Instituto Vasco de Criminología[4]
- 2002. Gran Cruz de la Orden de San Raimundo de Peñafort[4]
- 2007. Premio Internacional de Victimología[4]
- 2009. Premio Salillas de la Sociedad Española de Investigación Criminológica[4]